# Умершие в декабре 1941 года
Это список известных людей, соответствующих установленным критериям значимости (см. Википедия:Критерии значимости персоналий), умерших в декабре 1941 года.
Причина смерти указывается лишь в исключительных случаях (убийство, самоубийство, гибель в результате военных действий, смертная казнь, ДТП или несчастные случаи). В остальных случаях — не указывается.

## 1 декабря
- Бумажков, Тихон Пименович (31), один из первых организаторов партизанских отрядов во время Великой Отечественной войны, Герой Советского Союза (1941). Погиб в бою.
- Глобачев, Константин Иванович (71), русский полицейский администратор, начальник Петроградского охранного отделения (1914—1917). Скончался В США
- Томилин, Виктор Константинович (33) — советский композитор. Участник Великой Отечественной войны. Погиб в бою Томилин, Виктор Константинович // Большая русская биографическая энциклопедия (электронное издание). — Версия 3.0. — М.: Бизнессофт, ИДДК, 2007..

## 2 декабря

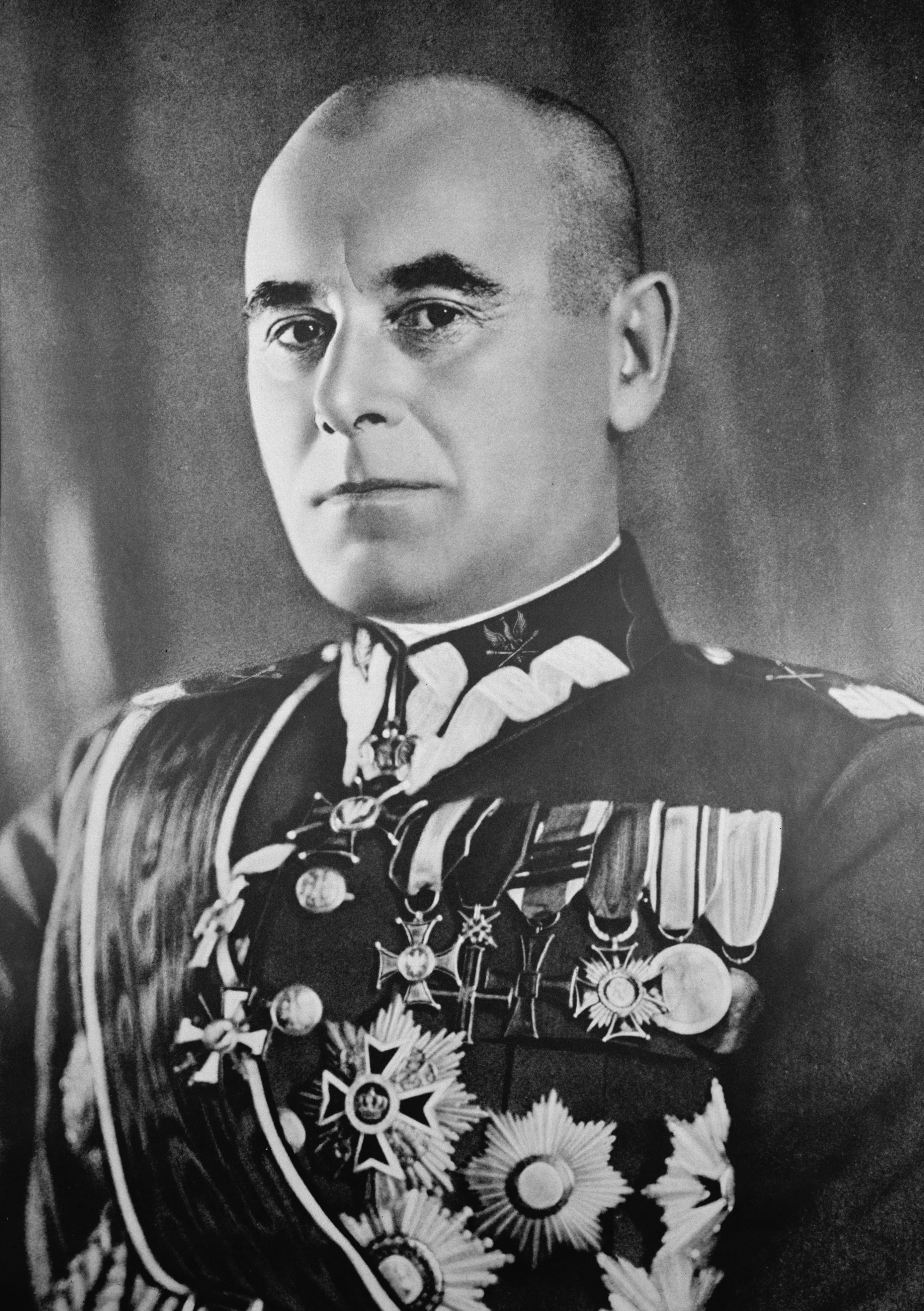
Эдвард Рыдз-Смиглы

- Балмат, Василий Семёнович (26), лётчик, Командир авиационного звена 54-го ближнебомбардировочного авиационного полка, Герой Советского Союза (посмертно). Погиб в бою.
- Рыдз-Смиглы, Эдвард (55), польский военачальник и политик, маршал Польши (с 1936), верховный главнокомандующий польской армии в войне 1939. Умер от сердечного приступа.

## 3 декабря
- Преображенский, Пётр Фёдорович (47), российский историк и этнограф. Расстрелян в лагере НКВД. Реабилитирован посмертно.
- Романов, Михаил Тимофеевич (50), советский военачальник, командир 172-й стрелковой дивизии, генерал-майор, умер в плену.
- Синдинг, Кристиан Август (85), норвежский композитор.
- Филонов, Павел Николаевич (58), русский художник, теоретик искусства, поэт. Умер от голода в блокадном Ленинграде

## 4 декабря
- Репников, Николай Фёдорович — Герой Советского Союза (посмертно), командир эскадрильи 152-го истребительного авиационного полка (103-я смешанная авиационная дивизия, 7-я отдельная армия, Карельский фронт), старший лейтенант. Погиб в бою.

## 5 декабря
- Бауэн, Гарри (53) — американский актёр[1].
- Джавид, Гусейн — азербайджанский поэт и драматург. Умер в советском лагере. Реабилитирован посмертно.
- Шер-Гил, Амрита (28), индийская художница

## 6 декабря
- Абд-ру-шин (66), немецкий писатель и философ.
- Васильковский, Вячеслав Викторович — сержант, командир отделения 1319-го стрелкового полка 185-й стрелковой дивизии. Закрыл грудью огневую точку противника.

## 7 декабря
- Весманис, Фридрих (66), латвийский юрист и политик. Умер в советской тюрьме.
- Зайцев, Василий Михайлович (31), участник Великой Отечественной войны, командир взвода 46-го танкового полка 46-й танковой бригады 4-й отдельной армии, младший лейтенант. Герой Советского Союза (посмертно). Погиб в бою.
- Кораблёв, Константин Иванович (38), участник войны с Финляндией 1939—1940 годов и Великой Отечественной войны. Герой Советского Союза (1940). Погиб на фронте.
- Мильет-и-Пажес, Льюис (74), испанский композитор и хоровой дирижёр.

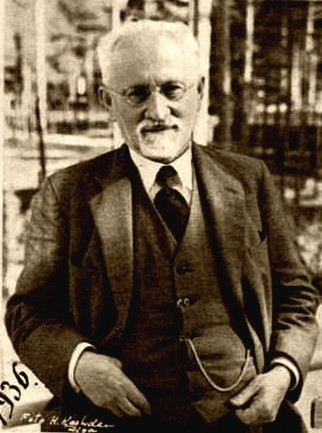
Семён Дубнов

- Ржавский, Никита Харитонович Герой Советского Союза.

## 8 декабря
- Дубнов, Семён Маркович (81) российский еврейский историк, публицист и общественный деятель, один из классиков и создателей научной истории еврейского народа. Погиб в Рижском гетто
- Ращупкин, Андрей Иванович  младший сержант Рабоче-крестьянской Красной Армии, участник Великой Отечественной войны, Герой Советского Союза.
- Эльяшов, Михаил Евгеньевич (41),латвийский юрист и общественный деятель.

## 9 декабря
- Бём-Эрмоли, Эдуард фон (85), барон, австрийский военачальник, фельдмаршал.
- Мережковский, Дмитрий Сергеевич (76), русский писатель, поэт, критик, переводчик, историк, религиозный философ, общественный деятель.
- Хрущев, Василий Михайлович (59), советский ученый-электротехник, профессор, академик АН УССР (1939).

## 10 декабря

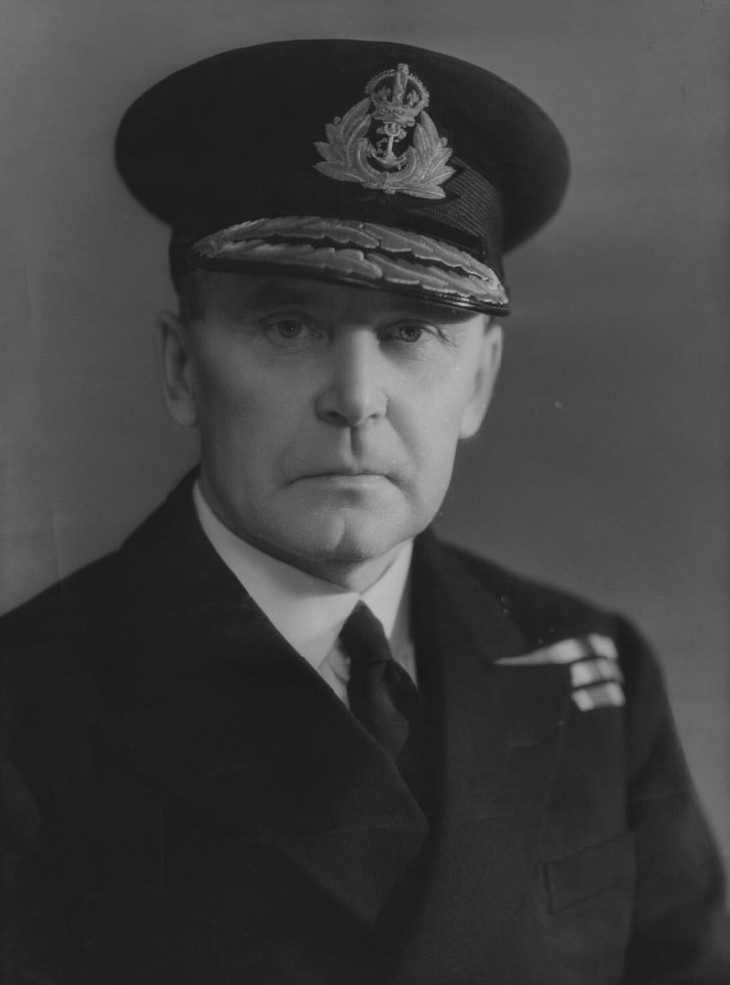
Томас Филипс

- Вересов, Виктор Иванович (21), участник Великой Отечественной войны, командир отделения 1-го стрелкового батальона 5-й бригады морской пехоты Ленинградского фронта, Герой Советского Союза (1944) (посмертно). Погиб в бою.
- Гнилицкая, Нина Тимофеевна (25), советская войсковая разведчица. Участница Великой Отечественной войны. Герой Советского Союза (посмертно). Погибла в бою.
- Железный, Спартак Авксентьевич, военный комиссар разведывательной роты 465-го отдельного разведывательного батальона 383-й стрелковой дивизии 18-й армии Южного фронта, Герой Советского Союза (посмертно). Погиб в бою.
- Лич, Джон Каттерол (47), офицер флота Великобритании, единственный командир линкора «Принц Уэльский» за время его короткой боевой службы. Погиб вместе с кораблём.
- Махарадзе, Филипп Иесеевич (73), советский партийный и государственный деятель, Председатель Совета Народных Комиссаров Грузинской ССР (1929—1931), Председатель Президиума Верховного Совета Грузинской ССР (1938—1941)
- Утин, Василий Ильич (22), автоматчик 14-й мотострелковой роты 95-го пограничного полка особого назначения войск НКВД СССР Управления охраны войскового тыла Южного фронта, замполитрука. Герой Советского Союза (посмертно). Погиб в бою.
- Филипс, Томас Спенсер Воган (53), английский адмирал, командующий Восточным флотом (1941). Погиб на корабле, потопленном японской авиацией.

## 11 декабря
- Крайский, Алексей Петрович (50), русский советский поэт. Умер в блокадном Ленинграде.
- Магр, Морис (64), французский поэт, писатель и драматург.
- Пикар, Эмиль (85) — французский математик.
- Сыкульский, Казимеж (58), блаженный Римско-католической церкви, священник, мученик. Погиб в нацистском концлагере.

## 12 декабря
- Богорад, Яков Иосифович — композитор, дирижёр, музыкант, флейтист, нотоиздатель, книгоиздатель. Расстрелян как еврей немецкими оккупантами.
- Крылов, Николай Васильевич (66), протоиерей. Причислен к лику святых Русской православной церкви в 2000 году. Погиб в советском исправительно-трудовом лагере.
- Пильский, Пётр Мосевич (62), журналист и писатель довоенной Латвии

## 13 декабря
- Бартосик, Людвик Пий (32), блаженный Римско-Католической Церкви, священник, умер в Освенциме.

## 14 декабря
- Балакирев, Михаил  юный герой-пионер Великой Отечественной войны, зверски замучен и расстрелян немцами.
- Вольтер, Эдуард Александрович (85) российский и литовский лингвист, этнограф, фольклорист, археолог.
- Ковалёв, Венедикт Ефимович (26), участник Великой Отечественной войны, лейтенант, командир звена 11-го истребительного авиационного полка, Герой Советского Союза (посмертно). Погиб в бою.
- Никифоров-Волгин, Василий Акимович (40), русско-эстонский писатель. Расстрелян органами НКВД. Реабилитирован посмертно.

## 15 декабря

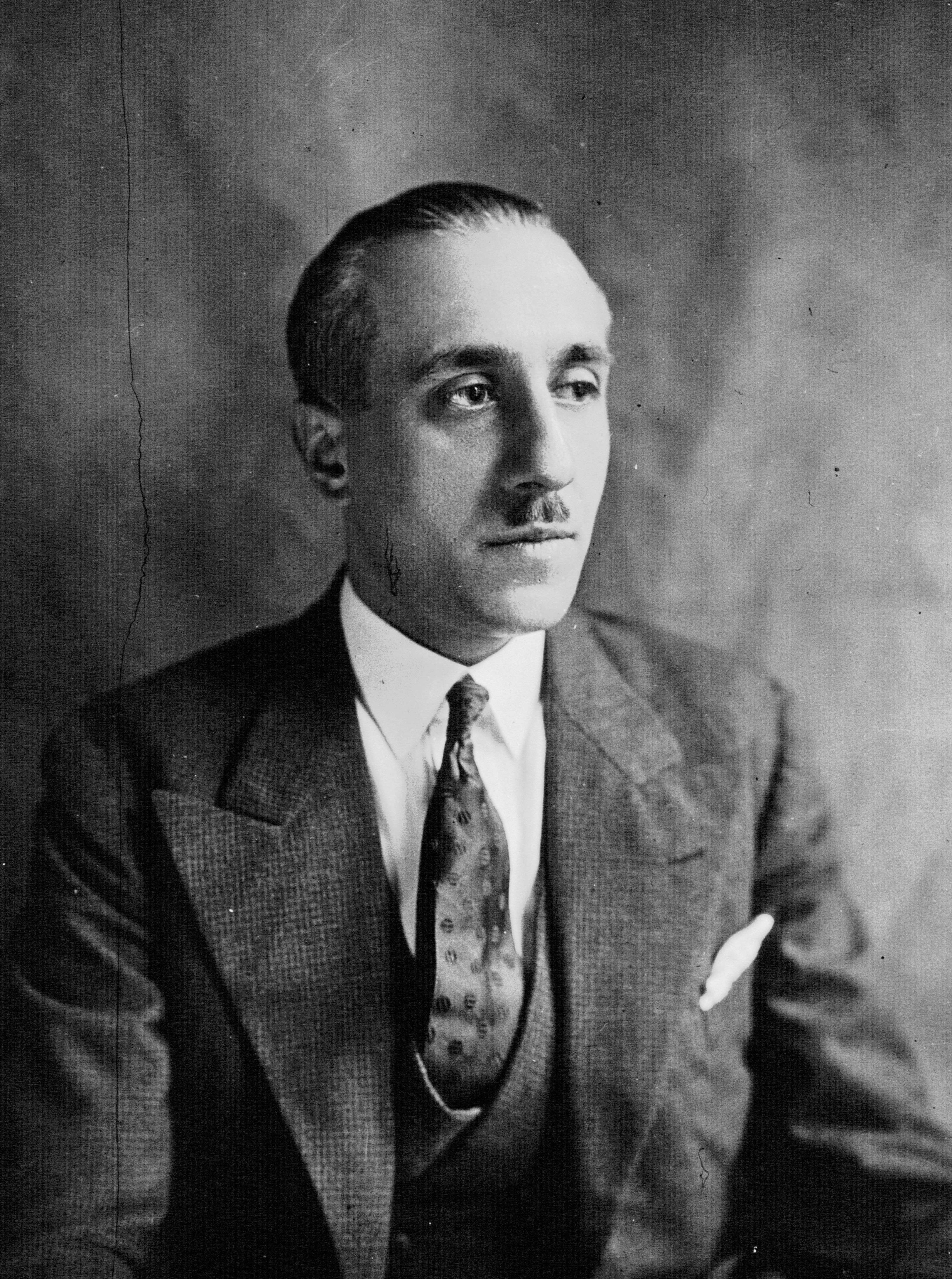
Габриель Пери

- Крубер, Александр Александрович (60), советский географ, профессор, основоположник русской и советской карстологии.
- Куликов, Иван Семёнович (66), русский художник, живописец, мастер портретов и бытовых сцен.
- Георгий Невкипелый (28) — командир эскадрильи 65-го штурмового авиационного полка Московской зоны обороны, лейтенант.
- Пери, Габриель (39), французский политический деятель, публицист, один из организаторов Движения Сопротивления во Франции, национальный герой французского народа. Расстрелян гитлеровцами.
- Плисецкий, Владимир Эммануилович (38) — советский актёр, каскадёр. Участник Великой Отечественной войны, погиб в бою.
- Сампе, Люсьен — герой французского движения Сопротивления, деятель Французской коммунистической партии. Расстрелян гитлеровцами.
- Шаповалов, Григорий Михайлович (40) — советский военачальник, полковник.

## 16 декабря
- Губин, Назар Петрович (23), воздушный стрелок-радист из экипажа Ивана Черных, Герой Советского Союза (посмертно). Погиб в бою.
- Каван, Франтишек (75), чешский художник и писатель.
- Колчак, Владимир Александрович, капитан-лейтенант Балтийского флота военно-морских сил СССР, участник Первой мировой, Гражданской и Великой Отечественной войны. Умер от воспаления лёгких.
- Косинов, Семён Кириллович (24), стрелок-бомбардир из экипажа Ивана Черных, Герой Советского Союза (посмертно). Погиб в бою.
- Черных, Иван Сергеевич (23), советский лётчик, Герой Советского Союза (посмертно). Погиб в бою

## 17 декабря
- Левин, Дойвбер — советский еврейский писатель. Участник Великой Отечественной войны. Погиб на фронте.
- Митрович, Вукица (29), югославская партизанка, Народный герой Югославии (посмертно), расстреляна немецкими оккупантами.
- Самохин, Пётр Яковлевич (21), слесарь завода имени Сергея Горбунова (ныне ГКНПЦ им. М.В.Хруничева), военный лётчик, Герой Советского Союза (посмертно). Погиб в бою.

## 18 декабря
- Анкудинов, Дмитрий, юный герой-пионер, партизан разведчик Великой Отечественной войны.
- Венедиктов, Николай, юный герой-пионер, партизан разведчик Великой Отечественной войны.
- Дубов, Александр Павлович, юный герой-пионер, партизан разведчик Великой Отечественной войны.
- Лавриненко, Дмитрий Фёдорович (27), советский танковый ас, гвардии старший лейтенант, Герой Советского Союза (посмертно), наиболее результативный танкист Красной Армии, погиб в бою.
- Мартынов, Анатолий Иванович (72), российский военачальник, генерал-лейтенант, герой Первой мировой войны. Умер в Югославии.
- Хенриксон, Николай Владимирович, российский и советский военачальник, генерал-майор российской императорской армии (1916), командарм времён Гражданской войны. Умер в блокадном Ленинграде.

## 19 декабря
- Введенский, Александр Иванович (37), поэт, репрессирован, умер на этапе.
- Осборн, Джон Роберт (42), канадский и британский военный деятель, кавалер Креста Виктории, погиб от взрыва гранаты.

## 20 декабря

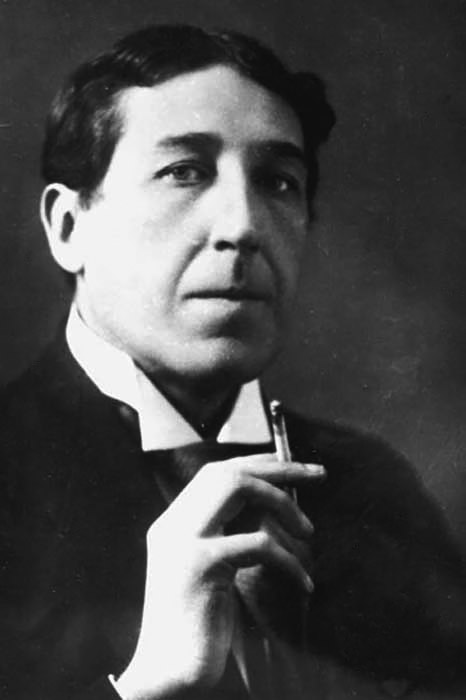
Игорь Северянин

- Ватомов, Яков Иосифович (23) — сержант Рабоче-крестьянской Красной Армии, участник боёв на Халхин-Голе и Великой Отечественной войны, Герой Советского Союза (1941). Умер от ран, полученных в бою.
- Игорь Северянин (54), русский поэт «Серебряного века». Умер от сердечного приступа.
- Леонченко, Николай Константинович (29) — Герой Советского Союза.
- Сперлинг, Леон (41) — польский футболист еврейского происхождения, погиб в львовском гетто.

## 21 декабря
- Вульф, Евгений Владимирович (56), русский ботаник, флорист и биогеограф, специалист в области исторической географии растений. Погиб в Ленинграде во время блокады.
- Доватор, Лев Михайлович (38), советский военачальник, генерал-майор, Герой Советского Союза (посмертно). Погиб в бою.
- Кульбакин, Степан Михайлович (68), русский филолог-славист, палеограф, профессор Харьковского и Белградского университетов, член Сербской академии наук. Умер в Белграде
- Молони, Фредерик (61), американский спортсмен-легкоатлет. Бронзовый призёр летних Олимпийских игр 1900.
- Эндрас, Энгельберт (30), участник Второй мировой войны, немецкий офицер-подводник, капитан-лейтенант (2 июля 1941 года), один из асов Кригсмарине. Погиб, потопленный английскими кораблями.

## 22 декабря
- Гальперн, Яков Иосифович (65) известный советский хирург, доктор медицинских наук.
- Лахонин, Вениамин Иванович (30), лейтенант Рабоче-крестьянской Красной Армии, участник Великой Отечественной войны, Герой Советского Союза.
- Шерцер, Любомир (26), югославский словенский военный деятель, участник Народно-освободительной войны Югославии. Народный герой Югославии (посмертно). Казнён итальянскими оккупантами.

## 23 декабря
- Богородицкий, Василий Алексеевич (84), . российский лингвист, профессор, член-корреспондент Санкт-Петербургской академии наук (1915).
- Каменский, Анатолий Павлович (65), российский прозаик, драматург, киносценарист. Репрессирован, умер в советском лагере[2].
- Поляков, Сергей Николаевич, советский военный лётчик. Участник гражданской войны в Испании, Советско-финской и Великой Отечественной войн. Герой Советского Союза (1943, посмертно). Майор авиации. Погиб в бою.

## 24 декабря
- Хольвек, Фернанд — французский физик. Расстрелян немецкими оккупантами.

## 25 декабря
- Гринс, Александрс (46), латвийский писатель и военный. Расстрелян органами НКВД.
- Молин, Фёдор Эдуардович (80) русский математик.
- Чекатовский, Игнатий Игнатьевич — генерал-майор, участник Первой мировой войны активный участник Белого движения на Юге России. Умер в Париже.
- Шевляков, Николай Степанович (28) — Герой Советского Союза.

## 26 декабря
- Байманов Калдыбай (34) — советский государственный и партийный деятель, секретарь Президиума Верховного Совета Казахской ССР, авиакатастрофа.
- Бутковский, Георгий Александрович (38), советский писатель, журналист.
- Генко, Анатолий Несторович (45), российский и советский языковед, кавказовед, историк, этнограф, первый исследователь абазин, убыхов, хыналыгцев, цахур. Умер в тюремной больнице НКВД.
- Севрюк, Александр Александрович, — украинский общественный и политический деятель. Погиб в железнодорожной катастрофе в Германии

## 27 декабря
- Керенчич, Йоже (28), югославский словенский писатель и публицист, активист Освободительного фронта Словении в годы Второй мировой войны. Народный герой Югославии (посмертно). Расстрелян немецкими оккупантами.
- Ланге, Якоб Эмануэль (77), датский миколог, ботаник и политик.
- Ланговой, Сергей Васильевич — советский актёр, директор Петрозаводского дворца пионеров, погиб при эвакуации дворца[3].
- Максимович, Сергей Олимпиевич (65), русский и советский учёный и изобретатель, один из пионеров в области цветной фотографии и цветной кинематографии. Открыватель эффекта Максимовича — Калье (1907) Погиб в блокадном Ленинграде.
- Падерин, Яков Николаевич (40), красноармеец, Герой Советского Союза (1942, посмертно), грудью закрыл амбразуру дота.
- Соколов, Григорий Максимович, красноармеец, Герой Советского Союза.
- Шилин, Георгий Иванович (45), российский и советский прозаик. Репрессирован.
- Шокай, Мустафа (51), казахский общественный и политический деятель, публицист, идеолог борьбы за свободу и независимость Единого Туркестана. Умер в Берлине.

## 28 декабря
- Агте, Владимир Николаевич (60) — активный участник революционных событий в городе Липецке и его уезде, первый председатель-большевик Липецкого уездного исполкома Совета рабочих и крестьянских депутатов.
- Вилькер, Герман (67), немецкий гребец, чемпион летних Олимпийских игр 1912 и бронзовый призёр летних Олимпийских игр 1900.
- Жебелёв, Сергей Александрович (74), русский, советский историк, специалист в области античной истории, эпиграфики, археологии и классической филологии и начальной истории христианства, академик АН СССР (1927). Умер в блокадном Ленинграде.
- Пшенников, Пётр Степанович (46), советский военачальник, генерал-лейтенант. Погиб на фронте.
- Шамшикова, Елизавета Александровна — советский офицер, участница Великой Отечественной войны, военфельдшер, расстреляна гитлеровцами

## 29 декабря

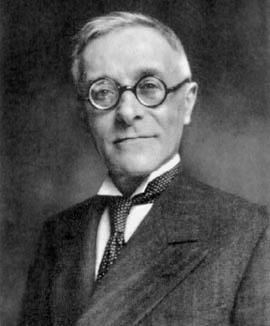
Туллио Леви-Чивита

- Апдайк, Даниел, американский типограф, историк книгопечатания.
- Гранат, Игнатий Наумович (78), российский издатель, основатель (вместе со старшим братом Александром Наумовичем) знаменитого издательства «Гранат».
- Бакович, Райка (21), студентка, участница Народно-освободительной войны Югославии. Народный герой Югославии (посмертно). Замучена немецкими оккупантами.
- Леви-Чивита, Туллио (68), итальянский математик еврейского происхождения.
- Цурцумия, Александр Пехувич (33), Герой Советского Союза.

## 30 декабря
- Архипов, Василий Степанович (21), участник советско-финской и Великой Отечественной войн, в годы Великой Отечественной войны — командир пулемётного расчёта кавалерийского эскадрона 160-го гвардейского кавалерийского полка 1-й гвардейской кавалерийской дивизии 1-го гвардейского кавалерийского корпуса Западного фронта, гвардии младший сержант. Герой Советского Союза (посмертно). Погиб в бою.
- Лисицкий, Лазарь Маркович (51), советский художник и архитектор. Умер от туберкулёза.
- Руденко, Иван Ильич (35), Герой Советского Союза (посмертно), капитан пехоты командир мотострелкового пулемётного батальона 1-й отдельной танковой бригады 40-й армии. Погиб в бою.

## 31 декабря
- Глебов, Николай Николаевич — русский политический и земский деятель, предприниматель, философ, изобретатель. Умер от голода в блокадном Ленинграде.
- Росинг, Бодил[англ.] (64) — американская актриса («Восход солнца»)[4].